# Charles Q. Brown Jr.
Charles Quinton Brown Jr. (sinh năm 1962), người Mỹ gốc Phi, là một sĩ quan Hoa Kỳ. Ông hiện là sĩ quan cấp cao, Đại tướng (General) Không quân Hoa Kỳ. Ông được Tổng thống Joe Biden đề cử giữ chức Chủ tịch thứ 21 của Hội đồng Tham mưu trưởng Liên quân Hoa Kì vào ngày 25 tháng 05 năm 2023  và được Thượng viện Hoa Kỳ xác nhận vào ngày 20 tháng 09 năm 2023 . Trước đó, ông từng giữ chức Tham mưu trưởng Không quân Hoa Kỳ từ năm 2020 đến năm 2023.
Charles Q. phục vụ sự nghiệp với các nhiệm vụ Chỉ huy Không quân Thái Bình Dương, Chỉ huy Không quân Hoa Kỳ Ấn Độ Dương - Thái Bình Dương, Giám đốc điều hành Quân nhân tác chiến Không quân Thái Bình Dương. Ông nguyên là Phó Tư lệnh Bộ tư lệnh Trung ương Hoa Kỳ (CENTCOM), trụ sở tại Khu Không quân MacDill, Florida. Trước khi trở thành Phó Tư lệnh CENTCOM, ông là Chỉ huy Trung tâm Không quân. Khi là một thành viên chỉ huy CENTCOM, ông chịu trách nhiệm đối phó tình thế và chỉ huy chiến dịch không quân của Hoa Kỳ trong phạm vi 20 quốc gia vùng Trung Á và Nam Á. Ông kế nhiệm tướng Jerry Martínez vào ngày 26 tháng 07 năm 2018, trở thành Chỉ huy Không quân Thái Bình Dương. Vào ngày 09 tháng 06 năm 2020, Brown được toàn bộ 98 thượng nghĩ sĩ của Thượng viện Hoa Kỳ đồng thuận bỏ phiếu vị trí đề cử, trở thành người Mỹ gốc Phi đầu tiên giữ chức Tham mưu trưởng Không quân Hoa Kỳ, tức lành đạo một quân chủng lớn trong Quân đội Hoa Kỳ. Ông bắt đầu nhiệm kỳ 4 năm vào ngày 6 tháng 8 năm 2020 .
Brown được chính thức tuyên thệ nhậm chức Chủ tịch Hội đồng Tham mưu trưởng thứ 21, kế nhiệm Đại tướng Mark Milley vào ngày 29 tháng 09 năm 2023 . Nhiệm kì của ông có hiệu lực từ ngày 01 tháng 10 năm 2023. 

## Tiểu sử và giáo dục
Sự nghiệp của Charles Q. Brown Jr. bắt đầu năm 1984, khi ông được bổ nhiệm làm trung úy. Ông là sinh viên tốt nghiệp xuất sắc Trường huấn luyện Không quân dự bị Hoa Kỳ, với tấm bằng Cử nhân Khoa học chuyên ngành Kỹ thuật xây dựng dân dụng tại Đại học Khoa học Texas (TTU), thành phố Lubbock, Texas.
Năm 1994, ông nhận bằng Thạc sĩ Hàng không học tại Đại học Hàng không Embry–Riddle (ERAU), Daytona Beach, Florida.
Năm 2012, Hội cựu sinh viên Texas Tech đã công bố rằng Brown là cựu sinh viên xuất sắc của Texas Tech.
- 1984, Cử nhân Khoa học chuyên ngành Kỹ thuật xây dựng, Đại học Công nghệ Texas.
- 1991, học tại Trường Thiết bị phi công Hoa Kỳ, Khu Không quân Nellis.
- 1992, học tại Trường Phi công phi đoàn Maxwell.
- 1994, Thạc sĩ Hàng không học.
- 1997, tốt nghiệp xuất sắc Trường Chỉ huy phi công, Maxwell.
- 2000, học khóa bổ sung Trường Chiến tranh không quân, Maxwell.
- 2004, học khóa Quốc phòng, Viện Nghiên cứu phòng vệ, Alexandria.
- 2008, học khóa lãnh đạo cao cấp, Greensboro.
- 2012, học khóa thành viên lãnh đạo không quân, Maxwell.
- 2014, khóa chiến tranh không quân, Maxwell.
- 2015, khóa tối cao, Đại học Quốc phòng Hoa Kỳ, Washington.
- 2017, khóa lãnh đạo tối cao, Colorado Springs.[4]

## Sự nghiệp quân đội
Brown có sự nghiệp phục vụ không quân tại nhiều phi đội, lực lượng đa dạng. Ông từng công tác ở Trường Thiết bị Không quân Hoa Kỳ với vai trò là giảng viên hướng dẫn F-16. Ông từng công tác ở nhiều bộ phận của Không quân Hoa Kỳ, từ trợ lý, thư ký cho đến thành viên phi đoàn, Chỉ huy phi đoàn.
Tháng 05 năm 1985 – tháng 04 năm 1986, ông là sinh viên, tốt nghiệp quá huấn luyện phi công. Sau đó, ông lần lượt theo huấn luyện điều chỉnh máy bay, chiến thuật phi công phi hành đoàn tại Holloman, MacDill. Năm 1987, ông trở thành phi công, điều khiển F-16, huấn luyện chiến thuật phi công phi hành đoàn ở Kunsan, Hàn Quốc. Các năm này, ông công tác như một sĩ quan chiến đấu điện tử cánh, giám định chuyến bay, đánh giá và tiêu chuẩn hóa các chuyến bay không quân, từ Hàn Quốc cho tới Homestead, Florida hay Nellis Nevada.
Tháng 10 năm 1994 cho đến tháng 07 năm 1996, ông được bổ nhiệm làm sĩ quan phụ tá công tác trong Không quân Hoa Kỳ, tùy viên cho Tham mưu trưởng Không quân Hoa Kỳ, trụ sở Virginia. Những năm này, ông liên tục tham gia các cuộc huấn luyện chiến thuật cấp sĩ quan tại các khu không quân, khu phi hành đoàn.
Tháng 07 năm 2005 đến tháng 05 năm 2007, ông là Chỉ huy Trường Thiết bị Không quân Hoa Kỳ (USAF), Nevada. Giai đoạn 2007 – 2008, ông được điều chuyển làm Chỉ huy 8th Fighter Wing ở Hàn Quốc. Năm 2009, Brown được thăng cấp thành thiếu tướng, bổ nhiệm làm Chỉ huy Phi đội 31st Fighter tại Aviano Air Base, Ý.
Tháng 05 năm 2011, ông được bổ nhiệm làm Phó Tư lệnh của Bộ tư lệnh Trung ương Hoa Kỳ (CENTCOM). Giai đoạn 2014 - 2015, ông được bổ nhiệm làm Giám đốc điều hành Ban Chiến lược và Năng lược Không quân châu Âu -  châu Phi của Không quân Hoa Kỳ, công tác tại Đức. Tháng 06 năm 2015, ông trở thành Tư lệnh của Bộ tư lệnh Không quân Hoa Kỳ vùng Trung tâm (Trung Á và Nam Á). Đến tháng 07 năm 2016, ông là Phó Tư lệnh Bộ tư lệnh Trung ương Hoa Kỳ (CENTCOM).
Từ tháng 07 năm 2018 đến nay, ông là Chỉ huy Không quân Thái Bình Dương, Chỉ huy Không quân Hoa Kỳ Ấn Độ Dương - Thái Bình Dương, Giám đốc điều hành Quân nhân tác chiến Không quân Thái Bình Dương.
Vào ngày 02 tháng 03 năm 2020, Tổng thống Donald Trump đề cử Brown làm người kế nhiệm David L. Goldfein, giữ chức Tham mưu trưởng Không quân Hoa Kỳ. Thượng viện Hoa Kỳ đồng thuận vào ngày 09 tháng 06 năm 2020. Ông bắt đầu kế nhiệm chức vụ này vào ngày 06 tháng 08 năm 2020.
Được coi là ứng cử viên hàng đầu cho vị trí này trước khi được đề cử chính thức,  Brown được chính thức công bố là người được Tổng thống Joe Biden đề cử để kế nhiệm Đại tướng Mark Milley làm chủ tịch thứ 21 của Hội đồng Tham mưu trưởng Liên quân Hoa Kỳ vào ngày 25 tháng 5 năm 2023.  Ông được Thượng viện Hoa Kỳ xác nhận vào ngày 20 tháng 9 năm 2023, tuyên thệ nhậm chức vào ngày 29 tháng 9.  Nhiệm kỳ của ông có hiệu lực kể từ ngày 1 tháng 10 năm 2023.

## Thông tin phi quân
Vị trí: Chỉ huy phi công.
Giờ bay: hơn 2.900 giờ, bao gồm 130 giờ tham trận.
Các loại máy bay: F-16A/B/C/D, AC-130U, AH-64, AT-38, B-1B, B-2A, B-52H, C-130J, E-8C, HH-60G, KC-135, MV-22, T-37 và T-38.

## Thành tựu và giải thưởng
Các huân huy chương và giải thưởng của Brown:
| Huân huy chương cá nhân | Huân huy chương cá nhân                   | Giải thưởng phục vụ, đào tạo | Giải thưởng phục vụ, đào tạo                 | Huy hiệu khác | Huy hiệu khác                      |
| --- | ----------------------------------------- | --- | -------------------------------------------- | ------------- | ---------------------------------- |
| Bronze oak leaf cluster | Huân chương phục vụ quốc phòng            | | Nuclear Deterrence Operations Service Medal  |               | Huy hiệu Aviator Không quân Hoa Kỳ |
| | Huân chương quốc phòng cao cấp            | | Air Force Overseas Short Tour Service Ribbon |               | Huy hiệu Không quân Hoa Kỳ         |
| Width-44 crimson ribbon with a pair of width-2 white stripes on the edges                                                                            | Legion of Merit (LOM)                     | Bronze oak leaf cluster | Air Force Expeditionary Service Ribbon       |               | Huy hiệu Không quân Philippines    |
| Width-44 scarlet ribbon with width-4 ultramarine blue stripe at center, surrounded by width-1 white stripes. Width-1 white stripes are at the edges. | Bronze Star Medal (BSM)                   | | Air Force Longevity Service Award            |               |                                    |
| | Huân chương quốc phòng Meritorious        | | Air Force Training Ribbon                    |               |                                    |
| Width-44 crimson ribbon with two width-8 white stripes at distance 4 from the edges.                                                                 | Huân chương Meritorious (2)               | Giải thưởng nước ngoài | Giải thưởng nước ngoài                       |               |                                    |
| | Huân chương thành tích không quân         | | Order of National Security Merit (Hàn Quốc)  |               |                                    |
| | Huân chương Joint Service                 | | NATO Medal for Former Yugoslavia (châu Âu)   |               |                                    |
| | Huân chương không quân (2)                | Chiến dịch | Chiến dịch                                   |               |                                    |
| Giải thưởng | Giải thưởng                               | Width=44 scarlet ribbon with a central width-4 golden yellow stripe, flanked by pairs of width-1 scarlet, white, Old Glory blue, and white stripes | National Defense Service Medal               |               |                                    |
| Bronze oak leaf cluster | Joint Meritorious Unit Award              | | Armed Forces Expeditionary Medal             |               |                                    |
| | Air Force Outstanding Unit Award          | | Global War on Terrorism Expeditionary Medal  |               |                                    |
| | Air Force Organizational Excellence Award | | Global War on Terrorism Service Medal        |               |                                    |
| | Combat Readiness Medal                    | | Korea Defense Service Medal                  |               |                                    |

## Sự nghiệp quân hàm
| Insignia | Rank               | Date       |
| -------- | ------------------ | ---------- |
|          | Đại tướng          | 26/07/2018 |
|          | Trung tướng Hoa Kỳ | 29/07/2015 |
|          | Thiếu tướng Hoa Kỳ | 03/07/2013 |
|          | Chuẩn tướng Hoa Kỳ | 20/11/2009 |
|          | Đại tá             | 01/06/2005 |
|          | Trung tá           | 01/07/1999 |
|          | Thiếu tá           | 01/08/1996 |
|          | Đại úy             | 28/02/1989 |
|          | Trung úy thứ nhất  | 28/02/1987 |
|          | Trung úy thứ hai   | 28/02/1985 |